# GONGO
Gongo, förkortning för Government-operated non-governmental organization ("icke-statlig organisation som drivs av staten"), är en organisation som presenteras som oberoende (non-governmental) trots att den styrs av staten.